# Fabien Reboul
Fabien Reboul, né le 9 septembre 1995 à Toulouse, est un joueur de tennis français, professionnel depuis 2013.

## Carrière
Jouant principalement en double, il a remporté 17 titres Challenger avec son compatriote Sadio Doumbia : Banja Luka et Sibiu en 2019, Campinas en 2020, Rome (2 fois), Aix-en-Provence, Vérone et Brest en 2021, Forlì, Las Palmas de Grande Canarie, Pérouse, Oeiras et Roanne en 2022, Split en 2023, Phoenix en 2024 et 
Quimper en 2023 et 2025.
Sur le circuit ATP, Doumbia et lui atteignent leur première finale en février 2023 lors du tournoi Córdoba puis remportent leur premier titre en septembre à Chengdu. Ensemble, ils atteignent aussi la finale du Masters 1000 de Rome.
En 2024, ils remportent l'Open Sud de France organisé à Montpellier puis perdent à nouveau en finale du tournoi de Córdoba contre les Argentins Máximo González et Andrés Molteni. Le binôme remporte l'Open de Roumanie en avril puis l'Open de Chengdu en septembre 2024.

## Palmarès

### Titres en double messieurs
| No | Date       | Nom et lieu du tournoi         | Catégorie | Dotation    | Surface      | Partenaire    | Finalistes                      | Score             |          |
| -- | ---------- | ------------------------------ | --------- | ----------- | ------------ | ------------- | ------------------------------- | ----------------- | -------- |
| 1  | 20-09-2023 | Chengdu Open Chengdu           | ATP 250   | 1 152 805 $ | Dur (ext.)   | Sadio Doumbia | Francisco Cabral Rafael Matos   | 4-6, 7-5, [10-7]  | Parcours |
| 2  | 29-01-2024 | Open Sud de France Montpellier | ATP 250   | 579 320 €   | Dur (int.)   | Sadio Doumbia | Albano Olivetti T.-S. Weissborn | 65-7, 6-4, [10-6] | Parcours |
| 3  | 15-04-2024 | Tiriac Open Bucarest           | ATP 250   | 579 320 €   | Terre (ext.) | Sadio Doumbia | Harri Heliövaara Henry Patten   | 6-3, 7-5          | Parcours |
| 4  | 18-09-2024 | Chengdu Open Chengdu           | ATP 250   | 1 171 655 $ | Dur (ext.)   | Sadio Doumbia | Yuki Bhambri Albano Olivetti    | 6-4, 4-6, [10-4]  | Parcours |
| 5  | 18-05-2025 | Gonet Geneva Open Genève       | ATP 250   | 596 035 €   | Terre (ext.) | Sadio Doumbia | Ariel Behar Joran Vliegen       | 64-7, 6-4, [11-9] | Parcours |

### Finales en double messieurs
| No | Date       | Nom et lieu du tournoi                               | Catégorie    | Dotation    | Surface      | Vainqueurs                           | Partenaire             | Score             |          |
| -- | ---------- | ---------------------------------------------------- | ------------ | ----------- | ------------ | ------------------------------------ | ---------------------- | ----------------- | -------- |
| 1  | 06-02-2023 | Córdoba Open Córdoba                                 | ATP 250      | 642 735 $   | Terre (ext.) | Máximo González Andrés Molteni       | Sadio Doumbia          | 6-4, 6-4          | Parcours |
| 2  | 05-02-2024 | Córdoba Open Córdoba                                 | ATP 250      | 562 345 $   | Terre (ext.) | Máximo González Andrés Molteni       | Sadio Doumbia          | 6-4, 6-1          | Parcours |
| 3  | 01-04-2024 | Millenium Estoril Open Estoril                       | ATP 250      | 579 320 €   | Terre (ext.) | Gonzalo Escobar Aleksandr Nedovyesov | Sadio Doumbia          | 7-5, 6-2          | Parcours |
| 4  | 15-07-2024 | Hamburg Open Hambourg                                | ATP 500      | 1 891 995 € | Terre (ext.) | Kevin Krawietz Tim Pütz              | Édouard Roger-Vasselin | 7-68, 6-2         | Parcours |
| 5  | 24-02-2025 | Abierto Mexicano Telcel presentado por HSBC Acapulco | ATP 500      | 2 585 410 $ | Dur (ext.)   | Christian Harrison Evan King         | Sadio Doumbia          | 6-4, 6-0          | Parcours |
| 6  | 07-05-2025 | Masters de Rome Rome                                 | Masters 1000 | 8 055 385 $ | Terre (ext.) | Marcelo Arévalo Mate Pavić           | Sadio Doumbia          | 6-4, 66-7 [13-11] | Parcours |

## Parcours dans les tournois duGrand Chelem

### En double messieurs
| Année | Open d'Australie                                                                 | Open d'Australie                                                                 | Internationaux de France                                                         | Internationaux de France                                                           | Wimbledon                                                                      | Wimbledon | US Open | US Open |
| ----- | -------------------------------------------------------------------------------- | -------------------------------------------------------------------------------- | -------------------------------------------------------------------------------- | ---------------------------------------------------------------------------------- | ------------------------------------------------------------------------------ | --------- | ------- | ------- |
| 2021  | —                                                                                | —                                                                                | 1er tour (1/32) S. Doumbia \|\| style="text-align:left;" \| A. Bublik A. Golubev | —                                                                                  | —                                                                              | —         | —       |         |
| 2022  | —                                                                                | —                                                                                | 2e tour (1/16) S. Doumbia \|\| style="text-align:left;" \| I. Dodig A. Krajicek  | 1er tour (1/32) S. Doumbia \|\| style="text-align:left;" \| K. Krawietz A. Mies    | 2e tour (1/16) D. Hidalgo \|\| style="text-align:left;" \| J.S. Cabal R. Farah |           |         |         |
| 2023  | 2e tour (1/16) S. Doumbia \|\| style="text-align:left;" \| L. Harris R. Klaasen  | 1/8 de finale S. Doumbia \|\| style="text-align:left;" \| K. Krawietz T. Pütz    | 2e tour (1/16) S. Doumbia \|\| style="text-align:left;" \| M. Melo J. Peers      | 1er tour (1/32) S. Doumbia \|\| style="text-align:left;" \| M. Middelkoop M. Pavić |                                                                                |           |         |         |
| 2024  | 1er tour (1/32) S. Doumbia \|\| style="text-align:left;" \| W. Koolhof N. Mektić | 1er tour (1/32) S. Doumbia \|\| style="text-align:left;" \| D. Added T. Arribagé | 1/8 de finale S. Doumbia \|\| style="text-align:left;" \| M. Arévalo M. Pavić    | —                                                                                  | —                                                                              |           |         |         |

N.B. : le nom du partenaire se trouve sous le résultat ; les noms des ultimes adversaires se trouvent à droite.

### En double mixte
| Année | Open d'Australie | Open d'Australie | Internationaux de France | Internationaux de France | Wimbledon                                                                    | Wimbledon | US Open | US Open |
| ----- | ---------------- | ---------------- | ------------------------ | ------------------------ | ---------------------------------------------------------------------------- | --------- | ------- | ------- |
| 2025  | —                | —                | —                        | —                        | 1er tour (1/16) U. Eikeri \|\| style="text-align:left;" \| T. Babos M. Pavić | —         | —       |         |

N.B. : le nom de la partenaire se trouve sous le résultat ; les noms des ultimes adversaires se trouvent à droite.

## Classements ATP de fin de saison
| Année          | 2013 | 2014 | 2015 | 2016 | 2017 | 2018 | 2019 | 2020 | 2021 | 2022 | 2023 | 2024 |
| Rang en simple | 1917 | 1017 | 812  | 625  | 398  | 330  | 761  | 662  | 781  | 1288 | –    | –    |
| Rang en double | 1185 | 1454 | 312  | 325  | 404  | 477  | 170  | 151  | 113  | 54   | 36   | 28   |

Source : (en) Classements de Fabien Reboul sur le site officiel de la Fédération internationale de tennis